# 旅遊稅
旅遊稅或称游客稅（英語：Tourist tax）是針對遊客增加其支出的措施。是打擊過度旅遊或管控旅遊人口的措施，也是一種稅收出口（將部份租稅負擔轉換到由公民、居民以外的人）的方式。旅遊產業一般會反對旅遊稅。遊客購物會支付增值税，但當地居民也需要支付，像這種遊客和居民都都要支付的稅金不算在旅遊稅的範圍內。

## 種類

### 每日稅
不丹在2019年針對每位遊客徵收每日美金200至250元的稅金，是當時最高的旅遊稅。原來有針對來自印度、孟加拉和馬爾代夫的旅客，豁免這部份的費用，但不丹在2020年起計劃增加這些旅客的費用。

### 旅館稅
歐美許多國家會針對旅館及其他臨時住宿的房間收稅。
美國有許多州和大城市有徵收旅館稅，稅率最高的是休斯敦，佔每日住宿費的17%。
德國的城市，除了徵收加值稅外，還徵收稱為「文化促進稅」（德語：Kulturförderabgabe）或「床稅」（德語：bettensteuer）的稅收。許多大城市不會針對商務旅客徵收這類的稅收。
西班牙的市政府會向當地旅館徵收幾歐元的旅館稅。希臘的旅館稅從2018年開始，從0.50歐元到4歐元不等。
羅馬尼亞的旅客除了其他的旅遊稅外，還需要繳交居房費的1%為稅金。
荷蘭除了有針對住在旅館的人收稅外，也有針對停靠遊輪上的旅客徵收稅金。

### 餐館稅
有些國家也將對餐館的課稅視為旅遊稅的一種。

### 入境稅
紐西蘭在2019年計劃針對太平洋區域以外入境旅客，徵收35美元的入境稅。估計每年可以有8000萬紐西蘭幣的收益，每年可以減少二萬名的遊客。 威尼斯在2018年開始收10歐元的入境稅，而巴尼奥雷焦舊城2019年收5歐元的入境稅。

### 出境稅
大部份加勒比海國家會在機票費用中自動加入出境稅（2019年時，安提瓜和巴布达的出境稅是51美元，而巴哈马是15美元）。2019年時，日本針對離開日本的旅客徵收一千日圓「再見稅」，原計劃將此稅收支應在東京舉行的2020年夏季奥林匹克运动会。印尼也有出境稅，費用依機場而不同。